# Ludwig von Köchel
Ludwig Alois Ferdinand Ritter von Köchel (Stein an der Donau, ma Krems an der Donau része, 1800. január 14. – Bécs, 1877. június 3.) osztrák jogász, zenetörténész és természettudós, a Köchel-jegyzék megalkotója.

## Élete

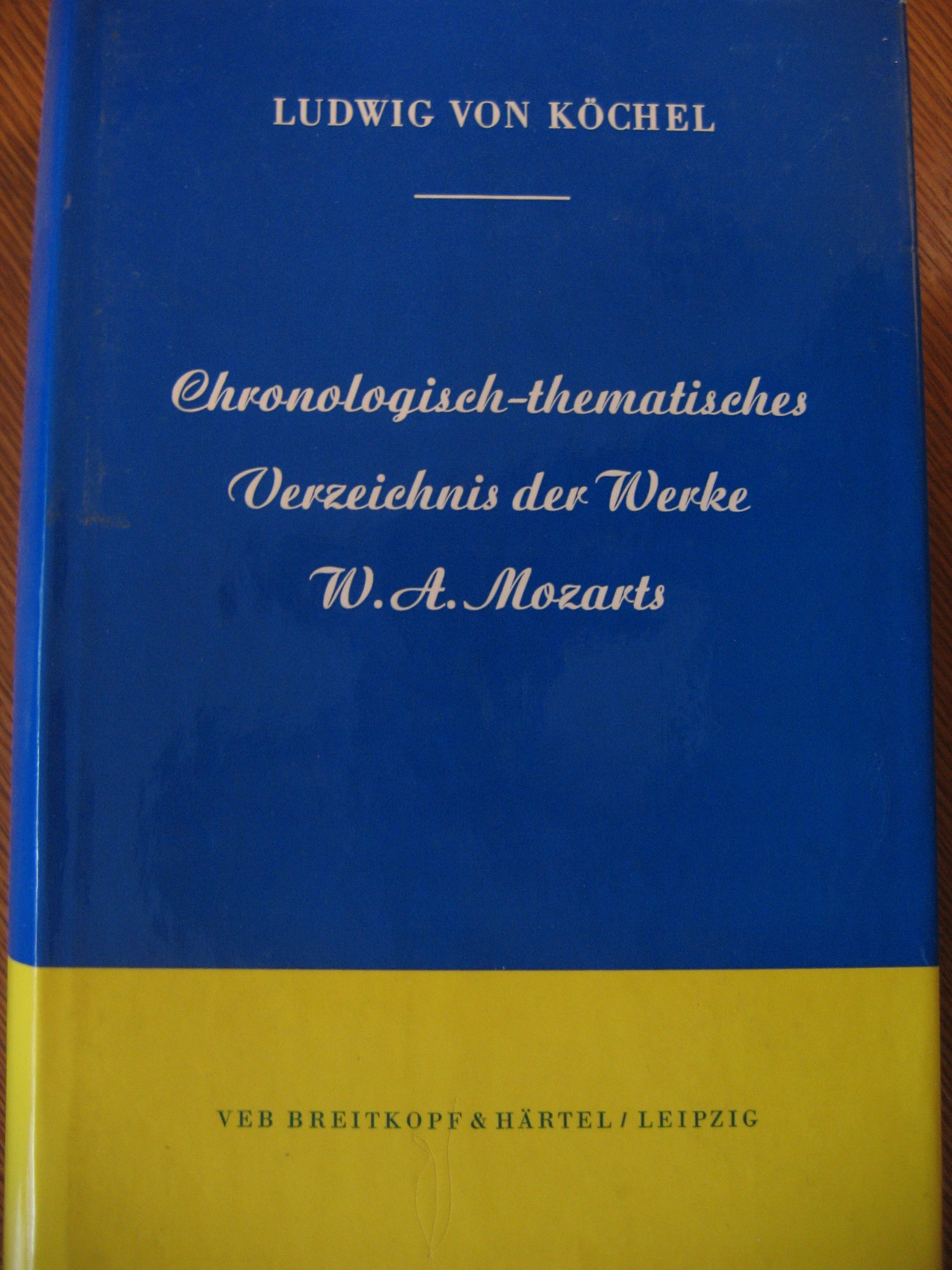
A Köchel-jegyzék mai kiadása

1800. január 14-én született az alsó-ausztriai Steinben. A Bécsi Egyetem jogi karának elvégzése után, 1827-ben Köchel és barátja, Franz Scharschmid von Adlertreu báró tanította Károly főherceg négy fiát, s szolgálatának befejezésekor, 1842-ben a Lipót Rend lovagkeresztjével tüntették ki. 1850-ben császári-királyi tanügyi tanácsossá és Felső-Ausztria gimnáziumi szakfelügyelőjévé nevezték ki, de két év múlva lemondott salzburgi állásáról. Már ott tanulmányozta Wolfgang Amadeus Mozart életművét.
Ezután botanikai és ásványtani tanulmányútra ment Észak-Afrikába, az Ibériai-félszigetre, a Brit-szigetekre, az Északi-fokra és Oroszországba. Ásványgyűjteményt hozott létre a kremsi piarista gimnázium számára.
1862-ben kiadta első jegyzékét, amelyben a Mozart-zeneművek keletkezési sorrendjükben növekvő számozást kaptak. 1863-ban visszatért Bécsbe, itt élt 1877. június 3-án bekövetkezett haláláig.
Temetésén Mozart Requiemjét adták elő.